# Південна Пог'янмаа
Південна Пог'янмаа чи Південна Остроботнія «Етеля-Пог'янмаа» (фін. Etelä-Pohjanmaa) — внутрішня провінція Фінляндії.
Населення — 193 541 осіб (оц. 01.01.2011), щільність населення 14,4 ос./км². Загальна площа — 13 998,91 км²: прісноводні водойми — 555,12 км², решта суходолу — 13 443,79 км². Адміністративний центр — муніципалітет Сейняйокі (29,9% від загального населення краю). Шведська назва провінції — «Södra Österbotten», «Південна Остроботнія».

## Географія
Провінція є внутрішньо-фінською, не має виходу до моря чи до державних кордонів. Всі навколишні провінції також відносилися до ляні Західна Фінляндія. З півдня лежить провінція Пірканмаа, з південного-сходу — Сатакунта, із заходу та півночі — Пог'янмаа, з північного сходу — Центральна Пог'янмаа, зі сходу Центральна Фінляндія.

## Історія
До 1 січня 2010 року входила до складу губернії (ляні) Західна Фінляндія.

## Адміністративний поділ
До складу провінції входить 19 муніципалітетів, з них 8 міського типу і 11 загального. Муніципалітети згруповані в 4 субрегіонів: 

Мапа муніципалітетів Південної Пог'янмаа.

Ярвісеуту,
Куусіокуннат,
Сейняйокі,
Суупог'я.
| Герб | Назва     | Фінська назва | Населення (осіб) | Площа (км²) | Щільність (осіб/км²) | Тип муніципа- літету | Субрегіон    |
| ---- | --------- | ------------- | ---------------- | ----------- | -------------------- | -------------------- | ------------ |
|      | Алаярві   | Alajärvi      | 10,507           | 1056.76     | 10.42                | міський              | Ярвісеуту    |
|      | Алавус    | Alavus        | 9,306            | 842.73      | 11.77                | міський              | Куусіокуннат |
|      | Евіярві   | Evijärvi      | 2,764            | 390.73      | 7.81                 | загальний            | Ярвісеуту    |
|      | Ілмайокі  | Ilmajoki      | 11,850           | 579.79      | 20.51                | загальний            | Сейняйокі    |
|      | Ісойокі   | Isojoki       | 2,396            | 647.47      | 3.73                 | загальний            | Суупог'я     |
|      | Ялас'ярві | Jalasjärvi    | 8,226            | 830.47      | 10.05                | загальний            | Сейняйокі    |
|      | Карійокі  | Karijoki      | 1,521            | 186.55      | 8.19                 | загальний            | Суупог'я     |
|      | Каугайокі | Kauhajoki     | 14,308           | 1315.71     | 11.01                | міський              | Суупог'я     |
|      | Каугава   | Kauhava       | 17,327           | 1328.44     | 13.19                | міський              | Сейняйокі    |
|      | Куортане  | Kuortane      | 3,957            | 484.89      | 8.56                 | загальний            | Куусіокуннат |
|      | Курікка   | Kurikka       | 14,596           | 913.53      | 16.12                | міський              | Сейняйокі    |
|      | Лаппаярві | Lappajärvi    | 3,453            | 523.73      | 8.21                 | загальний            | Ярвісеуту    |
|      | Лапуа     | Lapua         | 14,411           | 750.81      | 19.55                | міський              | Сейняйокі    |
|      | Сейняйокі | Seinäjoki     | 57 930           | 1469.32     | 40.31                | міський              | Сейняйокі    |
|      | Сойні     | Soini         | 2,387            | 574.24      | 4.32                 | загальний            | Ярвісеуту    |
|      | Теува     | Teuva         | 5,928            | 556.04      | 10.69                | загальний            | Суупог'я     |
|      | Теуся     | Töysä         | 3,134            | 309.67      | 10.52                | загальний            | Куусіокуннат |
|      | Вімпелі   | Vimpeli       | 3,255            | 328.79      | 11.33                | загальний            | Ярвісеуту    |
|      | Егтярі    | Ähtäri        | 6,495            | 909.97      | 8.07                 | міський              | Куусіокуннат |

## Примітка
1. 1 2  Повна площа включаючи водойми.
2. ↑  Оцінка населення станом на 31.10.2010.
3. ↑  Населення — оцінка на 31.10.2010, площа без врахування водойм.